# Marie de Wurtemberg (1818-1888)
Ne doit pas être confondu avec Marie de Wurtemberg.
Marie de Wurtemberg (25 mars 1818 - 10 avril 1888) est la dernière landgravine de l'État de Hesse-Philippsthal, annexé par le royaume de Prusse en 1866 lors de la Guerre austro-prussienne.

## Biographie
Marie est la fille aînée du duc Eugène de Wurtemberg (1788-1857) et de sa première épouse, la princesse Mathilde de Waldeck-Pyrmont.
Le 9 octobre 1845, Marie épouse Charles de Hesse-Philippsthal, l'héritier de l'état du même nom, qui devient Charles II de Hesse-Philippsthal. Le couple a deux enfants:
1. Ernest de Hesse-Philippsthal (1846-1925) (20 décembre 1846 - 22 décembre 1925, mort célibataire et sans descendance.
2. Charles de Hesse-Philippsthal (3 février 1853 - 3 septembre 1916), décédé célibataire et sans descendance.

L'état de Hesse-Philippsthal est annexée par le Royaume de Prusse après la Guerre austro-prussienne de 1866, ce qui fait que Marie, son mari et ses enfants perdent leurs titres.